# What Were Once Vices Are Now Habits
Albums de The Doobie Brothers
The Captain and Me
(1973) Stampede
(1975)
Singles
1. Another Park, Another Sunday
Sortie : 13 mars 1974
2. Eyes of Silver
Sortie : 26 juin 1974
3. Black Water
Sortie : 15 novembre 1974

What Were Once Vices Are Now Habits  est le quatrième album studio du groupe américain The Doobie Brothers, sorti le 1er février 1974 sous le label Warner Bros. Records.

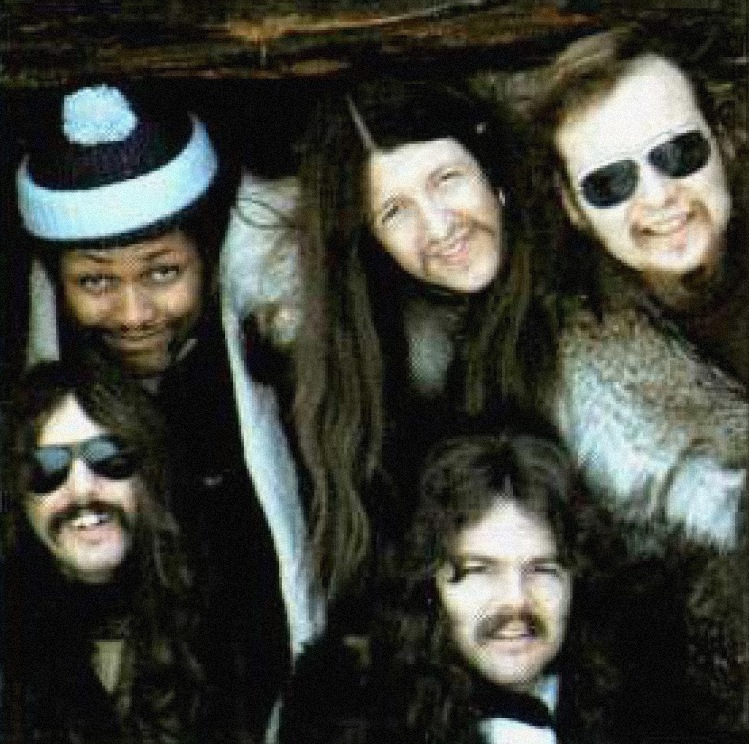
Publicité pour l'album des Doobie Brothers What Were Once Vices Are Now Habits.

L'album a passé 62 semaines dans le hit-parade américain Billboard 200 atteignant la 4e place en mars 1975. Il a été vendu à plus de 2 millions exemplaires et a été certifié double platine par la RIAA.

## Enregistrement et contenu
What Were Once Vices Are Now Habits (« Ce qui était autrefois des vices sont maintenant des habitudes ») est le quatrième album studio du groupe et a été enregistré au cours de l'année 1973, précédant des répétitions pour une tournée en automne 1973. Another Park, Another Sunday, écrite par Tom Johnston, a été choisi comme premier single de l'album. « Il s'agit de perdre [une relation avec] une fille », a déclaré Tom Johnston. « J'ai écrit les accords et les ai joués en acoustique, puis Ted [Templeman] a eu quelques idées pour ça, comme faire passer la guitare acoustique à travers une Leslie. » La chanson s'est relativement bien classée dans le Billboard Hot 100, culminant à la 32e place.
Le deuxième single de l'album est Eyes of Silver, une autre chanson écrite par Johnston. D'après lui, « En termes de paroles, celui-là n'est vraiment pas si spectaculaire. Je les ai écrits à la dernière minute ». Le magazine Cash Box a déclaré qu'il « était très similaire à leur grand succès » Listen to the Music et « présente chaque lick de guitare que les Doobies ont pu présenter dans leur excellent son breveté ». Cette chanson s'est classée à la 52e place du Billboard Hot 100.
En quête d'action dans les hit-parades, Warner Bros. Records a réédité le premier single du groupe, Nobody, accompagné de l'instrumental Flying Cloud de Tiran Porter en octobre 1974. Cette sortie a rapidement été éclipsée lorsque les stations de radio ont découvert Black Water. D'autres stations se sont jointes et la chanson a été officiellement sortie en single qui s'est vendue à plus d'un million d'exemplaires et est devenue le premier succès n° 1 des Doobie Brothers. Black Water avait auparavant été présenté comme la face B de Another Park, Another Sunday, single qui était sorti huit mois plus tôt.

## Liste des titres
| 1. | Song to See You Through | Tom Johnston                                          | 4:06 |
| 2. | Spirit                  | Johnston                                              | 3:15 |
| 3. | Pursuit on 53rd St.     | Johnston                                              | 2:33 |
| 4. | Black Water             | Patrick Simmons                                       | 4:17 |
| 5. | Eyes of Silver          | Johnston                                              | 2:57 |
| 6. | Road Angel              | John Hartman, Michael Hossack, Johnston, Tiran Porter | 4:49 |

| 7.  | You Just Can't Stop It                                  | Simmons  | 3:28 |
| 8.  | Tell Me What You Want (And I'll Give You What You Need) | Simmons  | 3:53 |
| 9.  | Down in the Track                                       | Johnston | 4:15 |
| 10. | Another Park, Another Sunday                            | Johnston | 4:27 |
| 11. | Daughters of the Sea                                    | Simmons  | 4:29 |
| 12. | Flying Cloud                                            | Porter   | 2:00 |

## Crédits

### Musiciens
The Doobie Brothers
- Tom Johnston – guitares acoustique et électrique, chant et chœurs
- Patrick Simmons – guitares acoustique et électrique, chant et chœurs
- Tiran Porter (en) – basse, chœurs
- John Hartman (en) – batterie, percussions
- Michael Hossack (en) – batterie[n 1]

Musiciens additionnels
- Keith Knudsen – chœurs
- Jeff "Skunk" Baxter – guitare pedal steel (8)
- Bill Payne – orgue (1, 5), piano (3), clavinet (7)
- James Booker – piano (9)
- Arlo Guthrie – autoharpe (8)[10]
- Eddie Guzman – congas (6, 7, 11), timbales (11), percussions
- Milt Holland – tabla (8), vibraphone (4, 8, 10), marimba (11), pandeiro, percussions
- The Memphis Horns – cuivres (1, 5, 7)
  - Wayne Jackson – trompette
  - Andrew Love – saxophone ténor
  - James Mitchell – saxophone baryton
  - Jack Hale – trombone
- Novi Novog – alto (2, 4)
- Ted Templeman – percussions supplémentaires

### Production
- Producteur : Ted Templeman
- Coordination de production : Benita Brazier, The Doobie Brothers
- Ingénieur du son : Donn Landee, Lee Herschberg
- Mastering : Lee Herschberg
- Arrangements des cuivres : Andrew Love et Wayne Jackson avec The Memphis Horns
- Conception et direction artistique : Chas Barbour
- Photographie : Dan Fong

## Classements et certifications
| Classement (1974–75)          | Meilleure position |
| ----------------------------- | ------------------ |
| Australie (Kent Music Report) | 24                 |
| Canada (RPM)                  | 13                 |
| États-Unis (Billboard 200)    | 4                  |
| Nouvelle-Zélande (RIANZ)      | 17                 |

| Classement (1974)          | Position |
| -------------------------- | -------- |
| États-Unis (Billboard 200) | 34       |

### Certifications
| Région                                                                  | Certification | Ventes/Streams |
| ----------------------------------------------------------------------- | ------------- | -------------- |
| Australie (ARIA)                                                        | Or            | 20 000^        |
| États-Unis (RIAA)                                                       | 2 × Platine   | 2 000 000^     |
| Royaume-Uni (BPI)                                                       | Argent        | 60 000^        |
| ^Mise en rayon selon la certification xNon précisé par la certification |               |                |